# Blumenau
Blumenau és una ciutat de l'estat de Santa Catarina, seu municipal de la Regió Metropolitana de la Vall d'Itajaí. És la tercera localitat més poblada de l'estat, la 8a de la Regió Sud i la 78a del Brasil. Constitueix un dels principals pols industrials, tecnològics, universitaris i turístics de l'estat.
Segons dades del cens demogràfic de 2022, la ciutat superava els 361.261 habitants. Fou fundada l'any 1850.

## Història
Fins al segle xvi, la regió actualment ocupada pel municipi era ocupada pels indis carijós i xokleng, majoritàriament nòmades que transitaven entre la vall d'Itajaí i el litoral catarinense.
El germen de l'actual ciutat va ser la Colònia de São Paulo. Va ser fundada pel químic i farmacèutic alemany Hermann Bruno Otto Blumenau, qui va arribar a la regió remuntant el riu Itajaí-Açu acompanyat d'altres 17 compatriotes. Van desembarcar a la desembocadura de l'afluent Garcia el 2 de setembre de 1850 i va dividir les terres entre els colons. Aquests van edificar majoritàriament cases amb la tècnica d'entramat. L'espai que ocupen els rius Velha i Garcia va definir l'actual centre de la ciutat.
Amb la colonització europea a Blumenau, els conflictes entre indígenes i immigrants europeus van augmentar a mesura que aquests darrers expandien els seus dominis. Els colons sovint contractaven bugreiros, grups de milicians que exterminaven poblats indígenes sencers en atacs llampec.
En la dècada del 1870, la població va començar a rebre migració italiana. A diferència dels alemanys, van assentar-se a l'extraradi, en zones més muntanyoses. La convivència entre uns i altres no va resultar senzilla, en part també per les diferències religioses entre luterans i catòlics. El 1880, Blumenau va ser declarat municipi, amb uns 13.000 habitants, després d'emancipar-se d'Itajaí.
Segons el cens de 1927, dels gairebé cent mil habitants de Blumenau, un 53% declaraven l'alemany com a llengua materna, un 28% portuguès, un 16% italià, un 2% polonès i rus, i l'1% restant francès, holandès, suec i altres. Les estadístiques demogràfiques van mostrar que el 84% de la població de Blumenau era nascuda al Brasil. Durant moltes dècades, el govern brasiler va ignorar les crides dels habitants de Blumenau per a l'establiment d'escoles públiques a la ciutat, la qual cosa va obligar els mateixos immigrants a construir escoles privades, de manera que l'ensenyament escolar es feia en alemany, i no en portuguès.
Als anys trenta, l'Estado Novo va aplicar un procés de nacionalització, establint el portuguès com la única llengua a l'ensenyament. El 2018 va obrir una escola bilingüe (portuguès i alemany) i el 2019 l'ajuntament va decretar la llengua alemanya com a Patrimoni cultural immaterial del municipi.

## Geografia
El municipi de Blumenau està situat al nord-est de Santa Catarina. Té una superfície de 519,8 km², amb 206,8 km² (39,8%) d'àrea urbana i 313,0 km² (60,2%) de zona rural. Els municipis que limiten amb Blumenau són Jaraguá do Sul al nord, Massaranduba al nord-est, Pomerode a l'oest, Indaial al sud-oest, Luiz Alves i Gaspar a l'est, i Botuverá i Guabiruba al sud. Es troba a 130 km per carretera de la capital estatal, Florianópolis (90,4 km en línia recta).
La ciutat està banyada pel riu Itajaí-Açu i és propensa a les inundacions, constants en la història del municipi. Un dels cims més coneguts de la ciutat és el turó Spitzkopf, però el més alt és el turó Loewsky, de 980 metres, tots dos situats a la zona sud i dins del parc nacional de la Serra d'Itajaí. L'altitud mitjana és de 21 metres sobre el nivell del mar.

## Cultura i lleure

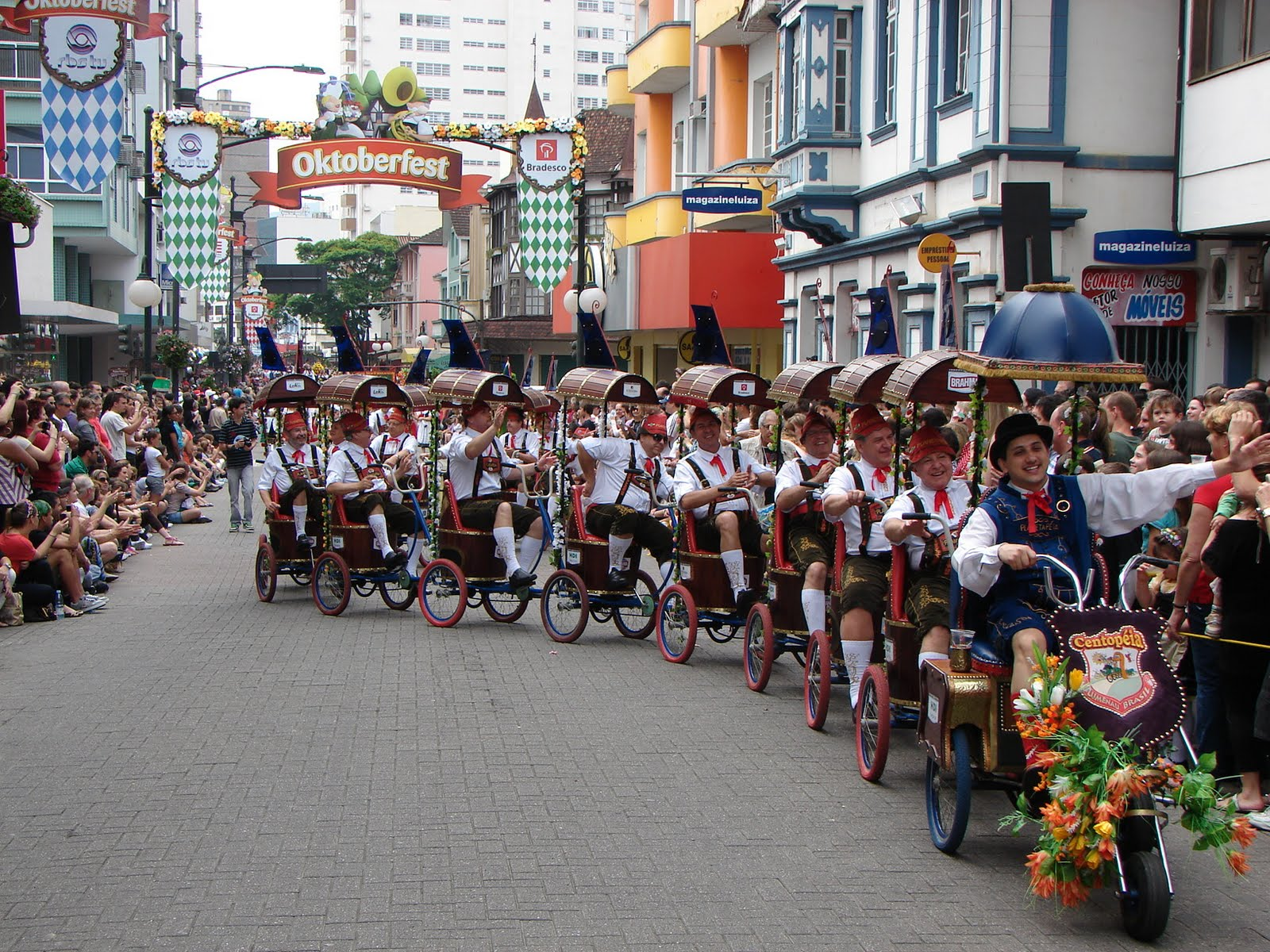
Oktoberfest de Blumenau.

Posseeix una agenda cultural caracteritzada per les festes basades en les tradicions dels immigrants europeus, principalment les provinents de la colonització alemanya. És el cas de l'Oktoberfest, la segona major festa de cervesa del món; i del Stammtisch, una gran fira als carrers que se celebra a l'abril. El nucli italià de Blumenau organitza la Festitália; també hi ha un important Centre de Tradicions Gaúchas, entre altres diverses manifestacions de les cultures europea i brasilera.
A la ciutat hi ha diversos museus. A més del Museu d'Art de Blumenau (MAB) i el cèlebre Museu de la Cervesa, s'hi troben el Museu del Cristall, el Museu d'Ecologia Fritz Müller o el Museu de l'Aigua.
Entre les entitats esportives de la ciutat, destaquen els clubs de futbol Blumenau Esporte Clube i Clube Atlético Metropolitano. L'Handebol Blumenau disputa la primera divisió d'handbol femení i el rem és un dels esports tradicionals de la localitat, gràcies a l'històric Clube Náutico América.

## Economia i societat
Blumenau és el centre econòmic de la vall d'Itajaí. Hi sobresurten les indústries tèxtil i informàtica —amb empreses de mida nacional i internacional, com la marca de roba Hering o la major fabricant d'etiquetes del món, Haco. La ciutat és capdavantera a la seva regió en el sector terciari i en el sector de sanitat i educació, gràcies a la Universitat de Blumenau i els quatre hospitals del municipi. Part del terme municipal està dintre del Parc Nacional de la Serra d'Itajaí, propiciant la pràctica d'activitats de lleure a la natura.
Blumenau compta amb un dels majors índexs de desenvolupament humà del Brasil. No obstant això, presenta problemes socials comuns a la resta del Brasil, com la presència de 23.131 habitants en faveles, el major nombre de l'estat Santa Catarina (dada de 2010).